# Папа Фабијан
Свети Фабијан био је 20-ти римски папа, од 236 до 250.
Према легенди потицао је из околине Рима. По записима Јевсевија из Цезарије наводно је пошао у Рим да присуствује избору новог епископа, али док је скуп спроводио процедуру избора на раме му је слетела голубица што је окупљенима био знак да је у божја воља те је Фабијан одмах изабран за епископа. Посвећен је 10. јануара 236. године. Одмах се показао као добар организатор и администратор. Поделио је Рим на седам квартова или ђаконата и овластио је сваког од ђакона да обавезно штити и води администрацију у својој болници, одржава капеле и гради нове сакралне објекте уз обавезу да му у договорене дане шаљу извештаје о стању у кварту. Утврдио је дефинитивна звања у цркви. Први именовани клерици звали су се инкардинати од чега ће касније настати назив кардинали. Њих седморица чинили су први савет епископата – Sacro Collegio. Овај орган ће временом прерасти у кардиналски колегијум.
Своју службу Фабијан је обављао током владавине цара Филипа Арабљанина (244—249) кога је Свети Јероним век и по касније оценио као добронамерног и наклоњеног хришћанима. Наредни цар Деције Трајан сматрао је да је сваки хришћанин опасан за његово царство и наредио је репресије према хришћанима. Издао је едикт према коме су се сви грађани морали јавити петочланим комисијама које су се налазиле у сваком месту. При појављивању сви су били обавезни да искажу покорност према паганским боговима. Многи хришћани одрекли су се своје вере а такве су називали лапси или цадути што значи посрнули. Ипак већи део хришћана остао је веран својој вери чак и по цену мучеништва. Клер и епископи држали су се храбро и достојанствено што је било веома важно јер је циљ власти био да обезглави хришћанство. Жртве овога таласа били су епископи Јерусалима и Александрије, као и патријарх Антиохије Бабила. Сам епископ Фабијан страдао је по смртној пресуди 20. јануара 250. године и сахрањен је у крипти за римске епископе калистовог гробља.
Српска православна црква прославља Светог Фавија (Фавијана) 5. августа по Јулијанском календару (18. августа по Грегоријанском календару).